# Sen Arevshatyan
Sen Sureni Arevshatyan (arménien : Սեն Սուրենի Արևշատյան, 7 janvier 1928 - 25 juillet 2014) est un érudit arménien, dont les travaux sont consacrés à l'histoire de la Philosophie arménienne ancienne et médiévale et aux sources historiques. Il se spécialise aussi dans la publication de textes critiques et de traductions scientifiques d'ouvrages médiévaux. Ses recherches portent sur le philosophe du Ve siècle Davit Anhaght.
Arevshatyan est membre de l'Académie internationale « Ararat » basée à Paris depuis 1993 et de l'Académie internationale des sciences naturelles et sociales. Il est le fondateur et le président du Fonds culturel d'Arménie (1986-1989) et citoyen d'honneur d'Erevan. Arevshatyan reçoit le Prix d'État de la RSS d'Arménie en 1978. Il est membre du présidium de l'Académie arménienne des sciences et ancien directeur du Matenadaran pendant plus de deux décennies.